# Masdevallia pachyantha
Masdevallia pachyantha är en orkidéart som beskrevs av Heinrich Gustav Reichenbach. Masdevallia pachyantha ingår i släktet Masdevallia och familjen orkidéer. Inga underarter finns listade i Catalogue of Life.

## Bildgalleri

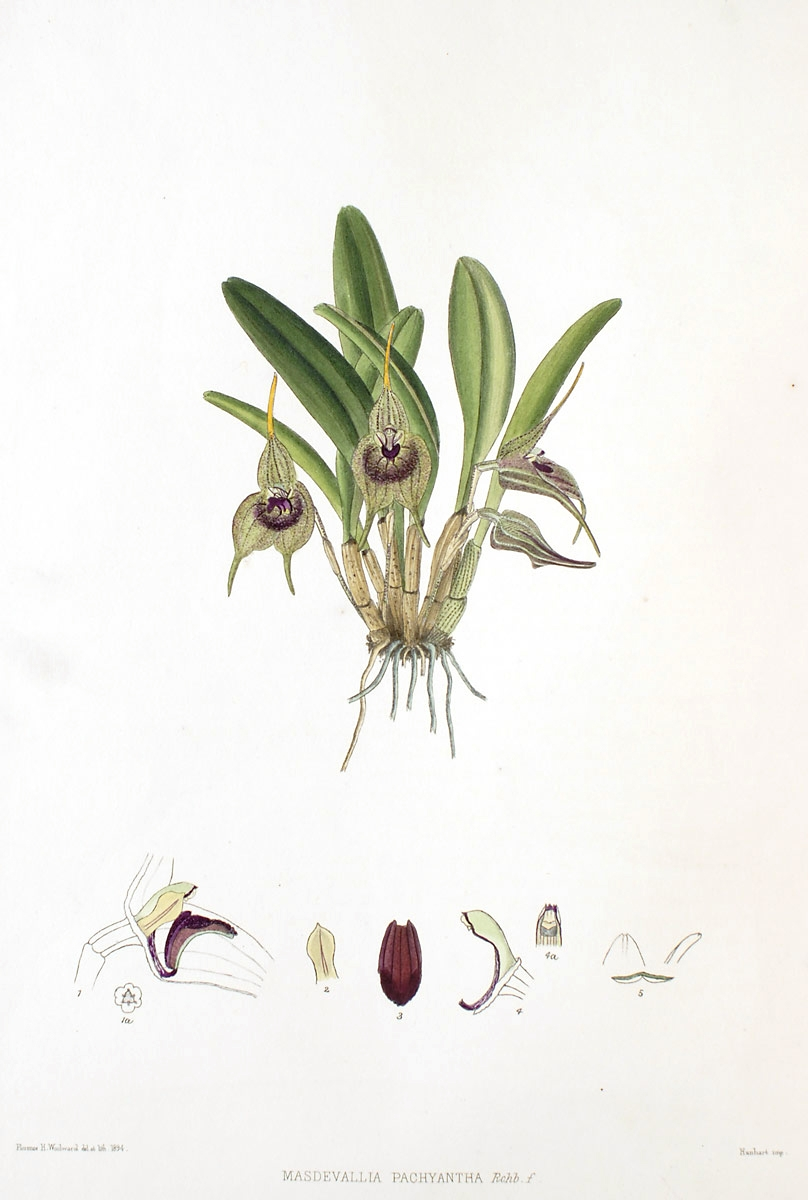